# Mercin-et-Vaux
Mercin-et-Vaux è un comune francese di 980 abitanti situato nel dipartimento dell'Aisne della regione dell'Alta Francia.

## Società

### Evoluzione demografica
Abitanti censiti